# Фототранзистор
Фототранзи́стор — оптоэлектронный полупроводниковый прибор, вариант биполярного транзистора. Отличается от обычного биполярного транзистора тем, что полупроводниковый базовый слой прибора доступен для воздействия внешнего оптического облучения, за счёт этого ток через прибор зависит от интенсивности этого облучения.
Отличается от фотодиода тем, что обладает внутренним усилением фототока и поэтому большей чувствительностью к оптическому излучению.
Фототранзистор может иметь полупроводниковую структуру как n-p-n, так и p-n-p транзистора.
Большинство промышленных типов фототранзисторов не имеют электрического вывода базы, но в некоторых моделях такой вывод имеется и обычно служит для смещения начальной рабочей точки прибора подачей в базу некоторого тока.

## История
Фототранзистор изобрёл Джон Нортроп Шив (John Northrup Shive) в 1948 г., во время его работы в Bell Laboratories, но об этом изобретении было заявлено только в 1950 г. Тогда же фототранзисторы были впервые применены в считывателе перфокарт в автоматической телефонной станции.

## Принцип работы фототранзистора
Биполярный фототранзистор — полупроводниковый прибор с двумя p-n-переходами и тремя слоями полупроводника чередующегося типа проводимости — аналог обычного биполярного транзистора с управлением базовым током. Но в фототранзисторе базовым током является фототок. При освещении базового слоя фототранзистора в его базе за счет внутреннего фотоэффекта генерируются электронно-дырочные пары, порождая фототок. Этот процесс снижает потенциальный барьер от контактной разности потенциалов в эмиттерно-базовом переходе, что увеличивает диффузию неосновных носителей (для базы) из эмиттера в базу, то есть можно считать, что в этом приборе фототок является базовым током обычного транзистора. Можно сказать, что фототранзистор подобен обычному биполярному транзистору, между выводами коллектора и базы которого включен обратносмещенный фотодиод.
Как известно, транзистор обладает способностью усиливать базовый ток {\displaystyle I_{B},} коэффициент усиления {\displaystyle \beta =I_{C}/I_{B}>>1,} поэтому ток коллектора {\displaystyle I_{C}} и равный ему ток эмиттера {\displaystyle I_{E}} в {\displaystyle \beta } раз больше исходного фототока. Таким образом, светочувствительность фототранзистора больше светочувствительности фотодиода с равной площадью фотоприемной поверхности в несколько десятков и до нескольких сотен раз.

## Основные параметры фототранзистора

### Чувствительность
Токовая чувствительность {\displaystyle S_{i,{\Phi }}} по световому потоку фототранзистора определяется отношением тока через прибор {\displaystyle I_{\Phi }} к вызвавшему этот ток световому потоку {\displaystyle \Phi :}
{\displaystyle S_{i,{\Phi }}={\frac {I_{\Phi }}{\Phi }}.}
Токовая чувствительность современных фототранзисторов достигает нескольких сотен мА/лм.

### Темновой ток
Даже в отсутствие освещения через прибор протекает некоторый ток, называемый темновым током. Этот ток мешает регистрации слабых световых потоков, так как «маскирует» полезный сигнал, и при изготовлении фототранзисторов его стремятся уменьшить разными технологическими приёмами. Кроме того, величина темнового тока существенно зависит от температуры полупроводниковой структуры и нарастает при её повышении приблизительно так же, как и обратный ток p-n-перехода в любом полупроводниковом приборе. Поэтому для снижения темнового тока иногда применяют принудительное охлаждение прибора.
При прочих равных, величина темнового тока сильно зависит от ширины запрещённой зоны полупроводника и снижается при её увеличении. Поэтому характерные значения темнового тока при комнатной температуре германиевых фототранзисторов порядка единиц мкА, кремниевых — долей мкА, арсенидо-галлиевых — десятков пкА.

### Спектральная чувствительность

Типовая спектральная чувствительность кремниевого фототранзистора

Чувствительность фототранзистора зависит от длины волны падающего излучения. Например, для кремниевых приборов максимум чувствительности находится в диапазоне 850—930 нм — красный и ближний инфракрасный диапазоны. Для ближнего ультрафиолетового излучения (~400 нм) чувствительность снижается в ~10 раз от максимальной. Также чувствительность снижается при увеличении длины волны и для длин волн свыше ~1150 нм — край оптической полосы поглощения кремния, снижается до нуля.

### Быстродействие
Фототранзисторы по сравнению с фотодиодами имеют относительно низкое быстродействие. Это обусловлено конечным временем рассасывания неосновных носителей в базе при снижении освещённости. Кроме того, если напряжение между коллектором и эмиттером изменяется при изменении освещённости, что имеет место в некоторых схемах электрического включения прибора, дополнительно снижает быстродействие эффект Миллера, обусловленный ёмкостью коллектор — база p-n-перехода. Практически диапазон рабочих частот фототранзисторов ограничен несколькими сотнями килогерц — единицами мегагерц и зависит от схемы включения.

## Включение фототранзисторов в электрические цепи
Классическое включение прибора — со смещённым в обратном направлении коллекторным переходом, то есть для прибора со структурой n-p-n на коллектор подается положительное относительно эмиттера напряжение и наоборот для структуры p-n-p.
Для приборов, имеющих третий электрический вывод базы, возможно включение по любой из схем включения обычного биполярного транзистора — с общим эмиттером, базой или коллектором. При этом внешний ток базы задает положение «темновой рабочей точки» на вольт-амперной характеристике.
Иногда трёхвыводные фототранзисторы для увеличения быстродействия включают как обычный фотодиод, проигрывая при этом в чувствительности, но выигрывая в быстродействии.

## Преимущества и недостатки фототранзисторов
Основное преимущество фототранзисторов по сравнению с фотодиодами — высокая чувствительность к излучению.
Недостатки — низкое быстродействие, поэтому эти приборы непригодны для применения в качестве приемников излучения в высокоскоростных оптоволоконных линиях связи. Также недостаток фототранзисторов — относительно большой темновой ток.

## Конструкция корпусов
Приборы, предназначенные для приема внешнего излучения заключают в пластмассовый, металлостеклянный или металлокерамический корпус с прозрачным окошком или линзой, изготовленных из пластмассы или стекла. Исключение составляют фототранзисторы, входящие в состав оптронов, заключенные совместно с источником излучения в непрозрачный корпус.
Приборы, оформленные в металлостеклянных и металлокерамических корпусах, обычно имеют дополнительно электрический вывод базы.

## Применение
Так как фототранзисторы более чувствительны чем фотодиоды, их удобно применять в качестве приёмников излучения в различных системах автоматики безопасности, системах охранной сигнализации, считывателях перфокарт и перфолент, датчиках положения и расстояния и других применениях, где некритично быстродействие.
Часто фототранзисторы применяют в оптопарах в качестве приёмников излучения в оптронах.